# The Craving (film, 1918)
Pour plus de détails, voir Fiche technique et Distribution.
The Craving est un film muet américain réalisé par John Ford et Francis Ford, sorti en 1918.  Le film est considéré comme perdu.

## Synopsis
Carroll Wayles a mis au point la formule d'un puissant explosif. Son rival, Ala Kasarib, tente de l'obtenir par tous les moyens, notamment grâce à Beulah Grey qui, sous hypnose, est chargée de séduire Wayles…

## Fiche technique
- Titre : The Craving
- Autre titre Delirium
- Réalisation : John Ford, Francis Ford
- Scénario : John Ford, Francis Ford (d'après son histoire)
- Chef-opérateur : Edward Gheller
- Assistant-réalisateur : Joseph A. McDonough
- Genre : Drame
- Durée : 50 minutes
- Date de sortie : États-Unis : 22 septembre 1918 (à New York)

## Distribution
- Francis Ford : Carroll Wayles
- Mae Gaston : Beulah Grey
- Peter Gerald : Ala Kasarib
- Duke Worne : Dick Wayles
- Jean Hathaway : Mrs Wayles